# Jozef Rulof
Josephus Gerhardus (Jozef) Rulof ('s-Heerenberg, 20 februari 1898 - Den Haag, 3 november 1952) was een Nederlands medium, schrijver, schilder, genezer en spreker. Hij schreef ongeveer twintig boeken over leven, dood en het hiernamaals.
Rulof beweerde dat de volgende stap in de communicatie met de geestelijke wereld het Directe-stemapparaat zal zijn, een technisch toestel dat de mensheid in staat zal stellen te communiceren met de geestenwereld. Daarnaast komt er volgens hem ook een ultiem genezingsinstrument dat in staat zal zijn om alle ziekten te doen oplossen door de mens te verbinden met de Albron.
Hij beweerde dat hij werd geleid door twee astrale wezens: meester Alcar en meester Zelanus.
De Stichting Geestelijk-Wetenschappelijk Genootschap De Eeuw van Christus beheert de werken van Jozef Rulof en stelt zich tot doel iedereen in de gelegenheid te stellen om kennis te nemen van het werk dat "door middel van Jozef Rulof op aarde is gebracht". Deze stichting werd in 1946 met dit doel door Rulof zelf opgericht. Het houdt ook in het in zoveel mogelijk talen vertalen van dit werk.

## Belangrijkste punten in Rulofs leer

### Geen dood
Het belangrijkste thema in deze leer is dat er geen dood is. De mens zal sterven wanneer het fluïdekoord, dat lichaam en geest met elkaar verbindt, breekt. De geest zal dan het lichaam verlaten en zal terugkeren naar het vonkstadium om te wachten op een nieuwe geboorte, of zij zal een geestelijke bestaanswereld betreden die zal zijn afgestemd op de persoonlijkheid van de overledene.

### Zelfmoord
De tijd die een mens te leven heeft, staat volgens deze leer vast. Wanneer iemand zelfmoord pleegt zal die zich enkel uit het dagbewustzijn verwijderen. De persoon in kwestie zal dan aan zijn of haar lichaam blijven vastzitten en zal de verrotting van het lichaam bewust meemaken. Deze pijn is onbeschrijfelijk. Wanneer het lichaam volledig is vergaan, zal de zelfmoordenaar zich in een lege wereld kunnen bewegen; hij of zij zal enkel zichzelf horen en zien. Als de eigenlijke tijd van overlijden is gekomen, zal de ziel ofwel naar het vonkstadium terugkeren, of zij zal naar een geestelijke bestaanswereld gaan. Bijvoorbeeld, als iemand op 35-jarige leeftijd zelfmoord pleegt, en deze persoon zou anders 85 jaar zijn geworden, dan zal deze persoon 50 jaar in een lege wereld ronddolen. 
In het boek De Kringloop der Ziel wordt beschreven wat het hoofdpersonage, Lantos genaamd, meemaakt wanneer deze zelfmoord pleegt. In Vraag en Antwoord maakt Rulof duidelijk dat dit niet gebeurt wanneer iemand zich van het leven berooft op het exacte moment dat het 'zijn tijd is', het is echter pas na de dood bepaalbaar of dit inderdaad het geval geweest is.

### Crematie
Rulof verwerpt crematie. Hij stelt dat crematie een schok en lijden zou veroorzaken voor de overledene. Mensen die afgestemd zijn op een sfeer van licht zullen er in mindere mate last van hebben, maar mensen die zijn afgestemd op een duistere sfeer zullen geestelijk verbrand worden. In het boek Een Blik in het Hiernamaals wordt beschreven wat een overledene volgens Rulof meemaakt bij een crematie.

### Karma en Oorzaak en Gevolg
De mens schept karma wanneer hij een moord pleegt. De moordenaar zal daardoor in een ander leven als vrouw een nieuw leven moeten baren. Oorzaak en Gevolg houdt in dat je in je huidig of in een volgend leven goed moet maken wat je een ander hebt aangedaan (herstellen van de disharmonie die je geschapen hebt; al het andere dan karma).
Karma is de uiterste vorm van oorzaak en gevolg omdat dit met moord te maken heeft. De enige manier om moord te herstellen oftewel goed te maken, is door het leven terug te geven, dat alleen door de vrouw als moeder gedaan kan worden door een kind te baren.

### De Maan en Het Al
De mens is geboren op de maan. Op de maan zijn de eerste menselijke cellen ontwikkeld tot een visachtig wezen. De ziel van deze menselijke wezens zal dan, via zes tussenplaneten (ook wel bijplaneten genoemd) zijn overgegaan op Mars, waar de mens is geëvolueerd tot een aapachtig wezen. 
Vervolgens zal de mens dan, weer via zes bijplaneten, 'overgaan' op de Aarde. Er zouden in dit universum 15 planeten zijn waarop leven is of is geweest. Op elk van deze planeten is het leven begonnen als cel, maar elke planeet heeft het leven iets hogerop gestuwd. Als de aardse cyclus van de mens ten einde is, zal de mens verdergaan in een geestelijke bestaanssfeer. Er bestaan zeven hellen en zeven hemelen, door Rulof ook wel 'sferen van licht' genoemd.
Een lichtsfeer wordt bereikt door harmonisch te leven en iets voor anderen te doen. Een sfeer weerspiegelt het innerlijk van de mens: wanneer men haat in zich draagt, zal men ook terechtkomen in een sfeer waar alleen maar haatdragende mensen leven. Wanneer het bewustzijn verandert van een mens die in 'duisternis' leeft, zal deze zich stapsgewijs een hogere sfeer eigen kunnen maken. Als men eenmaal de zevende lichtsfeer heeft bereikt, zal de mens overgaan in de 'mentale gebieden' om opnieuw te worden geboren op een stoffelijke planeet in een ander universum, door Rulof 'vierde kosmische graad' genoemd. Daar bestaan zeven planeten en zeven zonnen. Een mens zal ieder van deze zeven planeten beleven. Wanneer de levenscyclus van de mens op de zevende planeet ten einde is, zal de mens aangetrokken worden tot de vijfde kosmische graad, daarna tot de zesde en de zevende. Wanneer de zevende kosmische graad volledig is beleefd, zal men in Het Al komen, waar men verder zal leven als een volmaakte godheid.

### Lichaam, geest en ziel
De mens bestaat uit een stoffelijk lichaam, een geest en een ziel. De geest heeft dezelfde vorm als het stoffelijk lichaam, maar bestaat uit een ijle, geestelijke substantie. De ziel is onzichtbaar. Zij bestaat uit een stukje pure 'Albron' en fungeert als stuwende kracht, de eigenlijke kern die de mens aanspoort tot evolutie.
De geest is met het stoflichaam verbonden door een fluïdekoord, een soort navelstreng. Wanneer een mens denkt, zullen gedachten via de zonnevlecht naar de hersenen worden gestuurd, waar ze worden opgevangen en geanalyseerd. De hersenen dienen dus enkel om gedachten op te vangen en niet als een geheugen; ze zijn slechts een doorgeefluik.

### Tweelingzielen
Een tweelingziel wordt in de volksmond weleens 'de ware' genoemd. Ieder mens heeft een tweelingziel, omdat de Albron zowel vaderschap als moederschap vertegenwoordigt. Man en vrouw vormen dus één geheel. Onze tweelingziel is de cel waarmee we op de maan onze eerste splitsing hebben beleefd: op de maan zijn twee menselijke cellen samengekomen die iets hebben afgescheiden. Die afscheiding heeft zich gesplitst en zo ontstonden er twee nieuwe menselijke cellen.
De kans dat we op Aarde huwen met onze tweelingziel is klein. We zijn al veel te lang op Aarde door ons karma en Oorzaak en Gevolg: door het huwelijk zullen we moeten goedmaken. Toch hebben we in verschillende levens onze tweelingziel al meermalen ontmoet en kan het zijn dat ze, zonder dat we het misschien zelf beseffen, in onze nabijheid vertoeft. Het zou kunnen zijn dat onze tweelingziel in een leven onze zoon of dochter is, of een vriend of vriendin, of dat ze wacht op een nieuwe geboorte.

### Evolutietheorie
De aap stamt af van de mens. De eerste levende cellen die op Aarde ontstonden, zijn menselijke cellen geweest. Toen deze cellen stierven, is er uit de verrotting van deze cellen nieuw leven voortgekomen: dierlijke cellen. Dit proces heeft zich vele malen herhaald: uit de verrotting van deze dierlijke cellen zijn weer nieuwe cellen ontstaan, enzovoort. De mens is dus ooit een vis- en aapachtig wezen geweest, maar nooit een 'dierlijke' aap. De mens is de dieren- en plantenwereld altijd vooruit geweest.

### Astrologie
Astrologie zal nooit wetenschap worden. Planeten kunnen wel invloed uitoefenen op het stoffelijk lichaam maar niet op de persoonlijkheid.

## Kosmische kunst
Rulof heeft honderden schilderijen gemaakt. Hij schilderde vooral geestelijke bloemen en taferelen met een spirituele betekenis. In 1947 en 1948 gaf hij publieke schilderdemonstraties in het Palace theater in Rotterdam en het gebouw Diligentia in Den Haag. Tijdens een reis naar de V.S. gaf Rulof een opmerkelijke demonstratie: in minder dan anderhalf uur maakte hij, staande op een stoel, een groot schilderij in de eetruimte van het wiebelende stoomschip Veendam. Tijdens een andere demonstratie draaide hij opeens het schilderij waaraan hij bezig was ondersteboven en werkte het zo verder af.
Een van zijn schilderijen hing een tijdje in het Zweedse parlement. Enkele Nederlanders gaven het als dank voor de hulp die Zweden bood na de Tweede Wereldoorlog.

## Publieke optredens

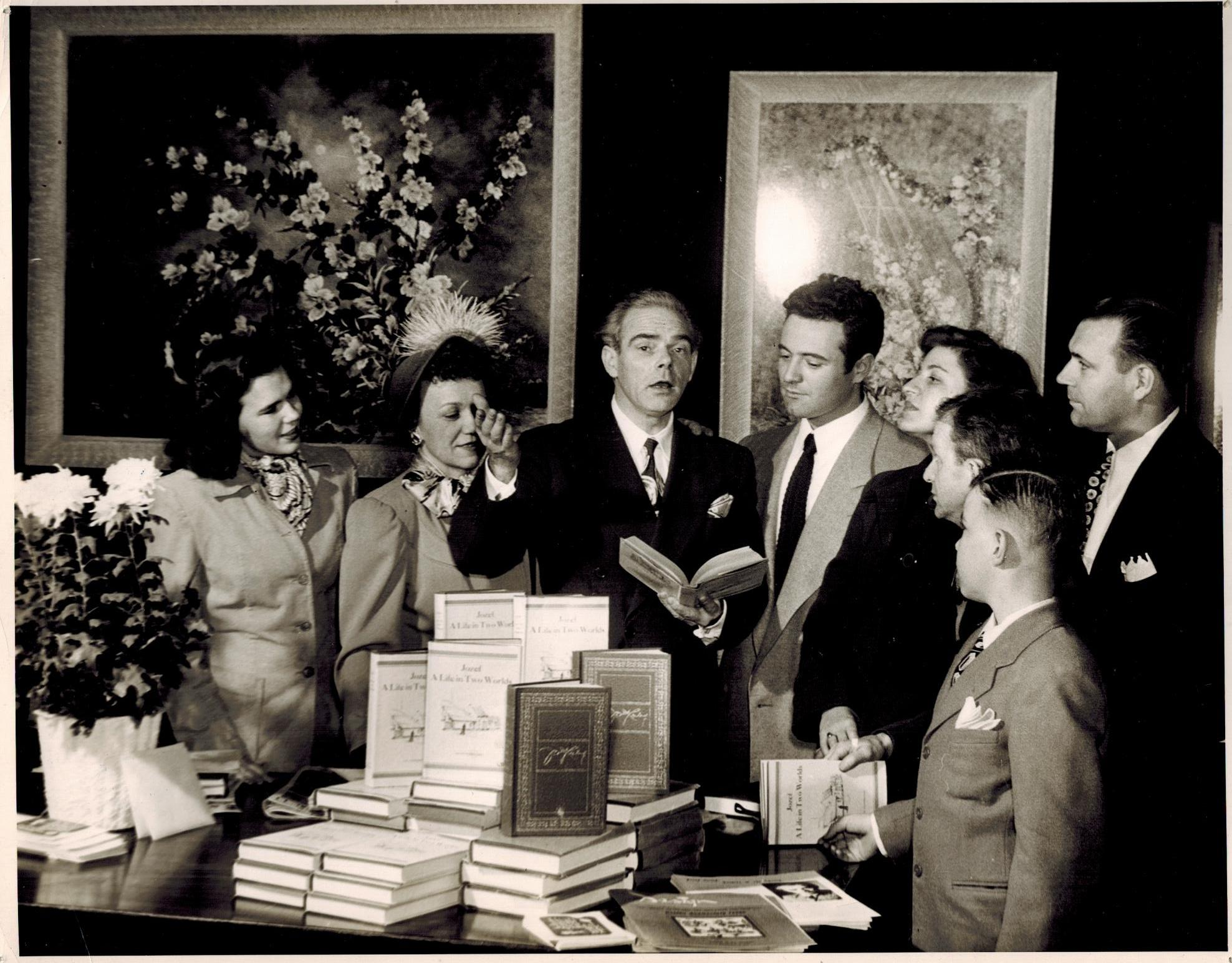
Jozef Rulof - Boekpresentatie

Rulof heeft honderden lezingen gegeven om zijn boeken en leer te verduidelijken. Hij hield ook zogenaamde contactavonden. Tijdens deze avonden beantwoordde hij vragen over uiteenlopende onderwerpen zoals abortus, Adolf Hitler, astrologie, de functie van de amandelen, blindheid, bloedtransfusies, de doodstraf, oorzaak en gevolg, crematie, euthanasie, vrije wil, homoseksualiteit, karma, het huwelijk, miskramen, mongolisme, overbevolking, psychopathie, zelfmoord, Toetanchamon, ufo's, vegetarisme, vivisectie en de Tweede Wereldoorlog. Tijdens de meeste lezingen en sommige contactavonden werd Rulof naar eigen zeggen overgenomen door een van zijn meesters.

## Kritiek

### Levensgraden
In de boeken van Rulof staat enerzijds dat het blanke ras het hoogste ras zou zijn en anderzijds dat er geen rassen bestaan. In een duiding van deze tegenstelling stelt de uitgever dat het om een verschil in verklaringsniveaus gaat en dat uit een analyse van het hele oeuvre blijkt dat er geen rassen bestaan maar dat de schrijver alleen 'zeven stoffelijke levensgraden' onderscheidt die niets met rassen te maken hebben. De uitgeverij van Rulofs boeken heeft in latere drukken gezuiverd van al te opvallende racistische fragmenten. Toen medium Jomanda de boeken van Rulof promootte, kwam haar dat op kritiek te staan.
Het Centrum voor Gelijkheid van Kansen en voor Racismebestrijding spande in 2003 een rechtszaak aan om te proberen de verkoop van de boeken te verbieden. In 2007 oordeelde de correctionele rechtbank van Dendermonde echter dat de boeken niet aanzetten tot rassenhaat of discriminatie.

### De maanlanding
Rulof beweerde dat het onmogelijk is om met een raket naar de maan te gaan: de raket zou uiteensmelten omdat de wetenschap niet alle krachten in de ruimte kent.
Uit een artikel van Jozef Rulof:

De raket, die toen door Hollywood, deze diepte overwon, gaf alléén één levenswet te zien en die zei: de Maan trekt ons thans wel aan, de Maan trekt ons nú aan en wij vliegen naar de Maan, straks hoeven wij alléén nog de motoren aan te zetten om onze vaart te remmen, doch dan zijn wij er! Ach kom, geleerde, waaraan denkt gij eigenlijk? Omdat de Maan nu dicht bij de Aarde staat, kan dat geschieden, Jupiter, Venus, Saturnus, Mars, Uranus, ga verder, al die planeten liggen diep in het Universum verspreid en hebben niet die kracht op het raket om het aan te trekken. Dát zegt de geleerde en dit gaf ons Hollywood te slikken, hieronder zette, plaatste uw Hollandse geleerde zijn naam, hij schreef: wetenschappelijk is alles verantwoord, nú nog de echte reis. Máár, Astronoom van deze tijd, dacht gij, dat de Maan bewuste aantrekkingskrachten bezit, bewuster dan die van andere planeten? Hier reeds uw val!! Uw onbewustzijn, uw ónmenselijk-onbewust denken.

## Trivia
- Rulof liet in 1952, een paar maanden voor zijn dood, een aantal artikelen publiceren in het Heemsteedse Nieuwsblad (die later de Europese Heraut zou worden) onder het pseudoniem Marja Radjany.
- In de jaren 40 was Rulof bevriend met de Duitse kunstschilder, uitvinder en filmregisseur Paul Schreiber.